# Internationale Edelmetall- und Rohstoffmesse

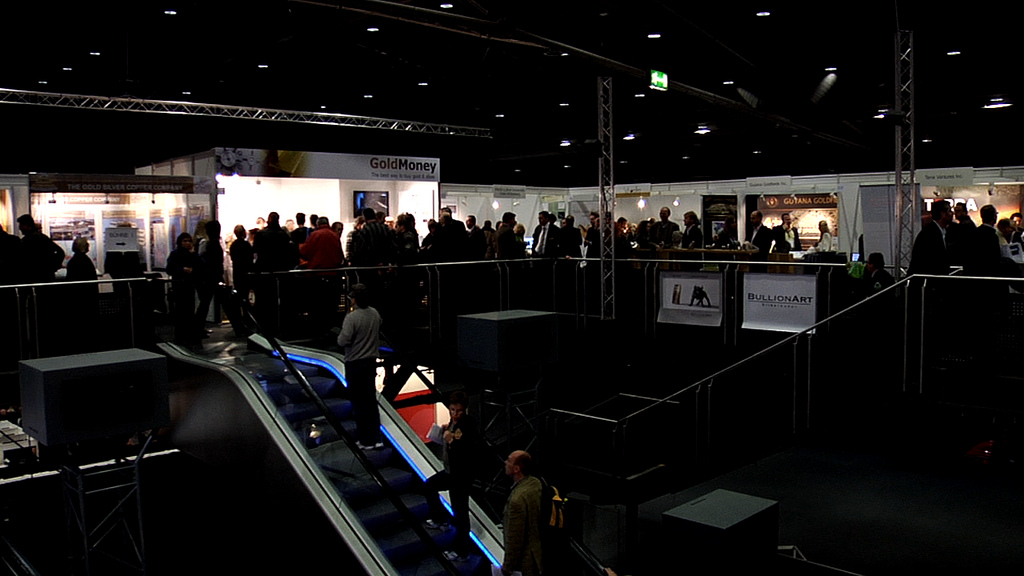
Edelmetallmesse 2009

Die Internationale Edelmetall- & Rohstoffmesse, im Jargon auch als „Edelmetallmesse München“ geläufig, ist eine seit 2005 in der Event-Arena des Olympiaparks in München veranstaltete, zweitägige Fach- und Publikumsmesse zum Thema Edelmetall- und Rohstoff-Anlagen. Sie gilt heute als größte Edelmetallmesse Europas.

## Angebote
Die mit nahezu 200 Ausstellern bestückte Veranstaltung wird durch ein Rahmenprogramm bestehend aus Fachvorträgen namhafter Referenten, Podiumsdiskussionen und Workshops begleitet. Auf den Messeständen können sich die Besucher (2009 waren es an die 5.000) über Ressourcen-Unternehmen, Dienstleister, Händler und Produzenten informieren und Edelmetalle direkt von den ausstellenden Händlern erwerben.

### Besonderheiten
Zu den Hauptattraktionen zählte 2010 die Ausstellung einer der fünf 100 kg-Gold Maple Leaf-Münzen mit einem Nennwert von 1 Million CAD, der bislang größten Anlagemünze weltweit.